# Сесар Вальєхо
Се́сар Авраа́м Вальє́хо Мендо́са (ісп. César Abraham Vallejo Mendoza; 16 березня 1892, Сантьяго-де-Чуко — 15 квітня 1938, Париж) — перуанський поет, письменник, бунтар та новатор.

## Біографія
Народився в метиській родині на півночі Перу, був наймолодшим серед одинадцяти дітей. Його батьками були Франсіско де Паула Вальєхо Бентес та Марія де лос Сантос Мендоса Ґурріонеро, обоє були позашлюбними дітьми ґалісійських аристократів та перуанських індіанок.
1915 року закінчив гуманістичні студії Державного університету в Трухільйо. Заробляв на життя та навчання важкою працею, зокрема працював у вольфрамових шахтах (див. його роман «Вольфрам»). Входив до літературної групи «Північ». 1917 року зробив спробу самогубства, потім поїхав до Ліми. У 1922 році був заарештований за помилковим звинуваченням, чотири місяці провів у в'язниці.
1923 року вирушив до Парижа і більше ніколи не повертався до Латинської Америки. Зблизився з французькими, іспанськими та латиноамериканськими сюрреалістами (Вісенте Відобро, Пабло Неруда, Трістан Тцара). У 1927 відвідав СРСР. У 1928 вступив до комуністичної партії Перу. У ході Громадянської війни тісно співпрацював із республіканцями. 1934 року в Парижі одружився з французькою поетесою Жоржеттою Марі Філіппар. Бідував, тяжко хворів, але причина його смерті так і не була встановлена. Похований на цвинтарі Монпарнас.

## Творчість
Представник модернізму та авангардизму. Писав прозу, звертався до драматургії. Поезія Вальєхо, одна з вершин іспаномовної лірики XX століття, увібрала індіанські традиції, досягнення латиноамериканського модернізму, елементи сюрреалістської поетики, особливо відчутної у книзі «Трільсе» (1922). Цей синтез був розвинений у віршах гуманістичної та громадянської тривоги, що увійшли до збірок «Іспанія, нехай мине мене чаша ця» та «Людські вірші», які були опубліковані вже посмертно.
Чарльз Буковскі називав його одним із великих класиків літератури.

## Твори

### Поезія

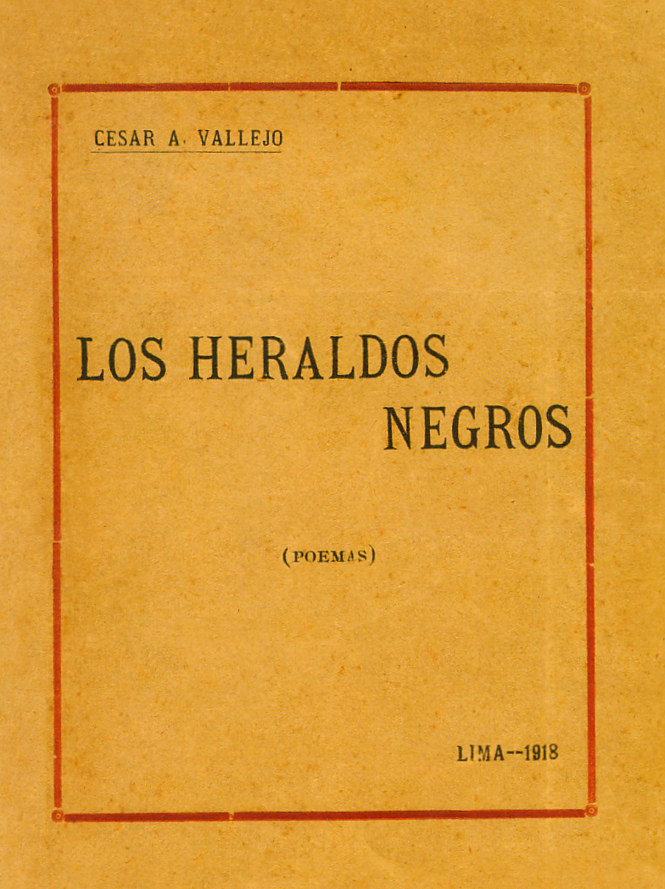
«Чорні герольди», найвідоміша поетична збірка Сесара Вальєхо

Хоча за життя Сесар Вальєхо опублікував усього три поетичні збірки, він вважається одним із найбільших новаторів іспаномовної поезії XX століття.
- Чорні герольди / Los heraldos negros (Lima 1918)
- «Трільсе» / Trilce (1922), передмова: Антенор Орреро
- España, aparta de mí este cáliz (1937)
- Poemas humanos (Paris, Éditions des Presses Modernes, 1939)
- Complete Poetry: A Bilingual Edition, University of California Press (Taschenbuch), 2009, ISBN 0-520-26173-9

### Театр
Вальєхо є автором п'яти п'єс, жодна з яких не була поставлена чи опублікована за життя.
- Mampar (1930, рукопус, можливо, знищений автором)
- Moscú contra Moscú (1930), фр. мовою.
- Lock-Out (1930), фр. мовою.
- Entre las dos orillas corre el río (1930-ті роки)
- Colacho hermanos o Presidentes de América (1934), сатира
- La piedra cansada (1937)

Видання: Teatro completo, Lima, Fondo Editorial Pontificia Universidad Católica del Perú, 1979

### Роман
- El Tungsteno (1931)

### Проза
- Escalas melografiadas (1923)
- Fabla salvaje (Lima, 1923)
- Hacia el reino de los Sciris (написано 1928, опубліковано посмертно)
- El tungsteno (Madrid, 1931) — українською перекладений як «Вольфрам» (1932).
- Paco Yunque (написано 1931), дитяча казка.
- Novelas y cuentos completos. Lima, Francisco Moncloa Editores, 1967

### Сценарії
- Charlot contra Chaplin (1935)
- Colacho Hermanos (1935)

### Есеї та репортажі
- Rusia en 1931, reflexiones al pie del Kremlin, Madrid 1931
- Rusia ante el Segundo Plan Quinquenal (1932, опубліковано 1965)
- Autopsy on surrealism, Willimantic, CT: Curbstone Press, 1982
- Ensayos y reportajes completos, Lima: Pontificia Universidad Católica del Perú: 2002: CIX, 638 S. : Ill.

## Переклади українською
1933 року у харківському видавництві «Український робітник» було опубліковано переклад роману Сесара Вальєхо «Вольфрам».
Сонети Вальєхо «Відсутній», «Під тополями», «Поет — до своєї коханої», «Чорний камінь на білому камені» в перекладах Д. Павличка з'явилися в його антології «Світовий сонет» (1982), а наступного року в No 2 «Всесвіту». 1985 року у збірці поезій Віталія Колодія «Братерство» було вміщено переклад вірша «Хліб наш». Восьме число «Всесвіту» за 1986 р. подає в перекладі О. Буценка вірш під назвою «Еспаніє, хай обійде мене ця чаша (Фрагмент)» (насправді це вірш «Маса» з циклу, назву якого точніше було би подати як «Еспаніє, віддали від мене цю чашу»). «Відсутній» та «Чорний камінь на білому камені» у версіях Д. Павличка разом із віршем «Маса» в перекладі С. Жолоб увійшли в антологію «Заграва: Із світової поезії ХХ сторіччя», видану «Веселкою» 1989 р. Ця ж поезія Сесара Вальєхо була передрукована в авторській антології поетичних перекладів Світлани Жолоб.
Сонет «Чорний камінь на білому камені» був опублікований у вибраних перекладах С. Борщевського «Збірка поетів Іспанії та Латинської Америки» (Київ, 2006).
- Сесар Вальєхо. Вольфрам: Роман. — Харків: ДВОУ «Український робітник», 1933. — 120 с.
- Сесар Вальєхо. Міра / у виданні: Жолоб С. Річка нескінченна / Світлана Жолоб; передм. Д. Павличка. — К.: Етнос, 2007. — 365 с.